# لوني غراهام
لوني غراهام (بالإنجليزية: Lonnie Graham)‏ هو مصور أمريكي، ولد في 1954.